# Kazi Nazrul Islam
Kazi Nazrul Islam, bangladeški pesnik, * 24. maj 1899, † 29. avgust 1976.
Nazrul Islam velja za nacionalnega pesnika Bangladeša. Kazi Nazrul Islam se je rodil 24. maja 1899 v vasi Churulia v podregiji Asansol v okrožju Burdwan v Zahodnem Bengalu v Indiji. Je šesti otrok Zahede Khatun, druge žene Qazija Fakirja Ahmeda.